# Der große Traum – Geld für alle
Der große Traum – Geld für Alle ist eine deutsche Dokumentarfilmserie von Alexander Kleider, die am 9. April 2025 in der ARD Mediathek sowie als 90-minütiger Dokumentarfilm um 20:15 Uhr im RBB erstmals veröffentlicht wurde. Neben der sechsteiligen Serie wurde zudem ein 90-minütiger Dokumentarfilm produziert.

## Handlung
Die Dokumentarserie begleitet die sozialwissenschaftliche Studie Pilotprojekt Grundeinkommen von Mein Grundeinkommen e.V. Im Rahmen der Studie erhalten 122 zufällig ausgewählte Personen über einen Zeitraum von drei Jahren monatlich 1.200 Euro, bedingungslos und ohne verpflichtende Gegenleistungen.
Im Mittelpunkt der Serie stehen fünf Teilnehmer  des Experiments, deren persönliche und berufliche Entwicklungen über den Zeitraum von drei Jahren hinweg begleitet werden. Auch Michael Bohmeyer, der Gründer von Mein Grundeinkommen, sowie weitere Aktivisten des Vereins stehen im Fokus. Die Serie zeigt ihre Motivation, ihr Engagement und ihre Rolle bei der Umsetzung und öffentlichen Diskussion des Experiments. Auch die beteiligten Wissenschaftler, die das Pilotprojekt im Rahmen einer Studie des Deutschen Instituts für Wirtschaftsforschung (DIW) in Zusammenarbeit mit dem Max-Planck-Institut, der Universität zu Köln und der Wirtschaftsuniversität Wien untersuchen, kommen zu Wort.

## Rezeption
In einer Besprechung der Süddeutschen Zeitung hebt Lea Hampel die thematische Bandbreite der Serie sowie deren  Darstellung der Teilnehmenden hervor:
"Die sechs Folgen reißen all die Fragen an, um die sich die Grundeinkommens-Debatte seit Jahrzehnten dreht: Arbeiten die Geldempfänger weiter? Sind sie zufriedener oder gesünder? Die Serie anzuschauen lohnt sich aber selbst dann, wenn einem diese Fragen egal sind, und das aus mehreren Gründen: Der erste ist der respektvolle Blick auf die Menschen und die Unwägbarkeiten des Lebens: abbildend, aber keinesfalls wertend ist zu sehen, wie Menschen zunächst Geld für Flüge und größere Fernseher raushauen, aber auch, wie sie sich mehr um Angehörige kümmern. Zum zweiten ist die Serie eine Reise durch die Bandbreite deutscher Mentalitäten." Lea Hampel, Süddeutsche Zeitung